# Mofeta

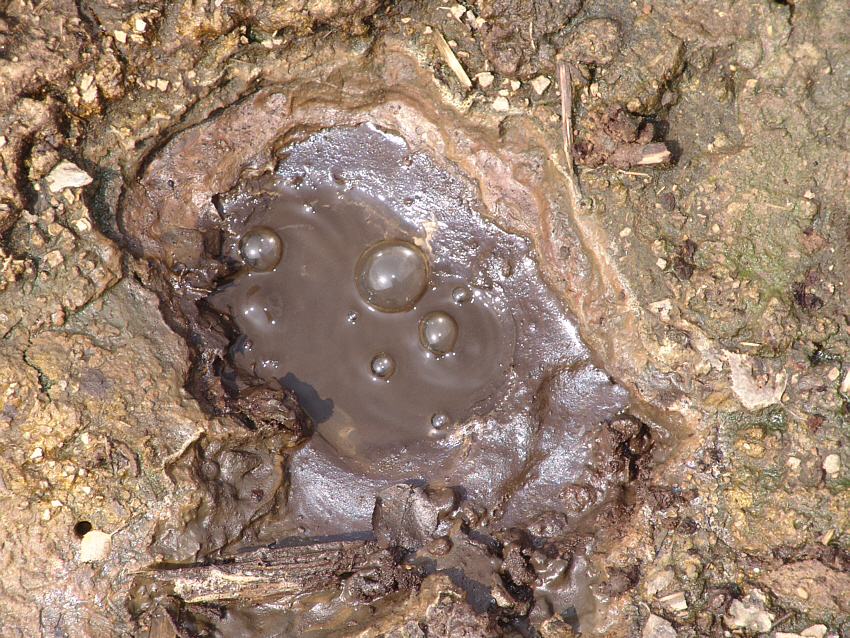
La mofeta di Soos, in Cechia. La presenza di una pozza di fango rende visibili le bolle di anidride carbonica risalenti dal sottosuolo.

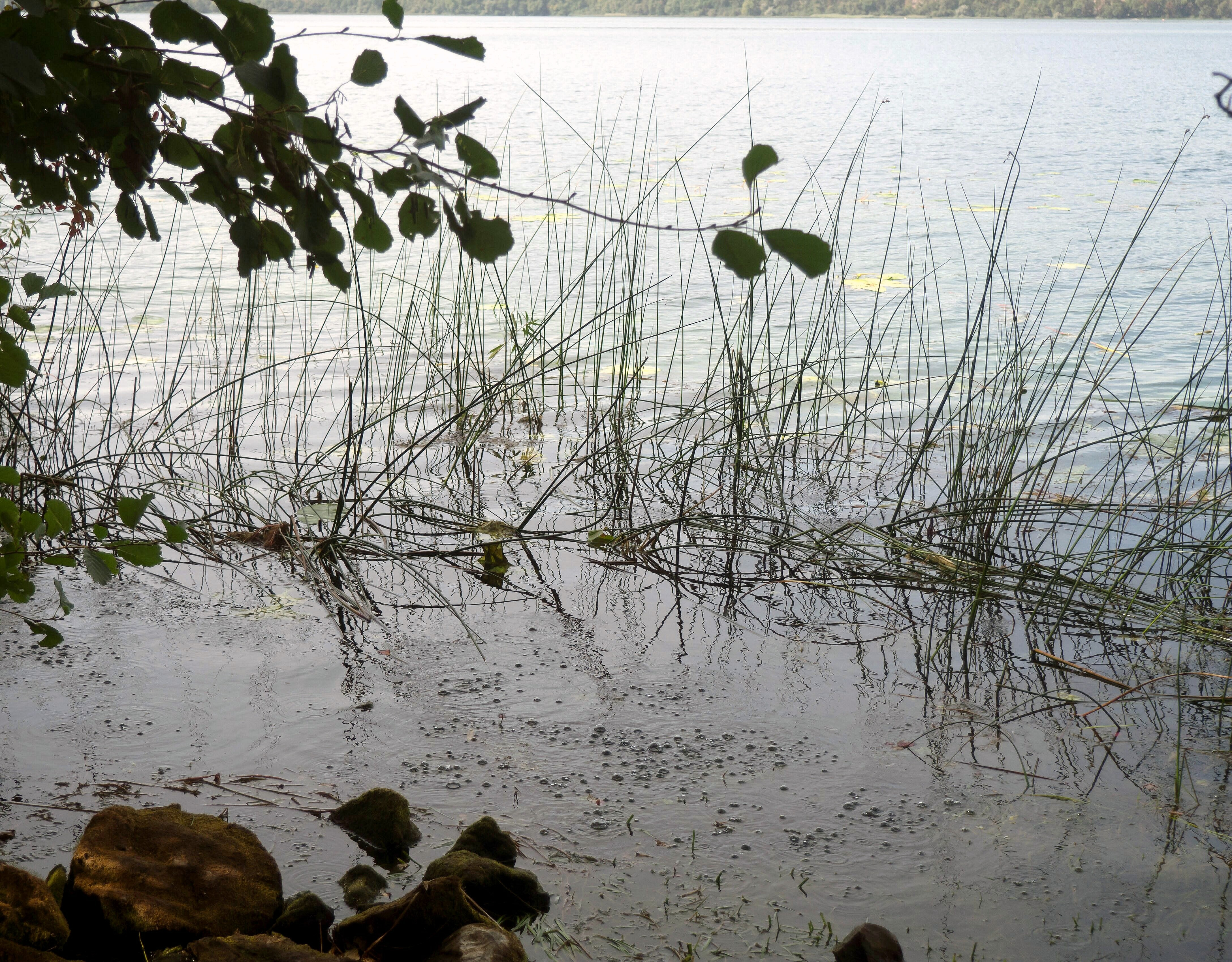
Le mofete nel Laacher See in Renania-Palatinato, Germania.

La mofeta o moffetta è una forma secondaria di attività vulcanica, corrispondente allo stadio finale di una fumarola e consistente in emissioni fredde di anidride carbonica che scaturiscono da fessurazioni del terreno.
Essendo tale gas più denso dell'aria, in luoghi non ventilati quali ad esempio grotte e cunicoli minerari tende a ristagnare sul fondo. Il problema affligge in modo particolare i pozzi verticali, che si riempiono in breve tempo diventando ben presto inagibili.
Il naturalista settecentesco Giorgio Santi testimonia un uso passato del termine mofeta più generale, ovvero comprendente un composto «di gas idrogeno per lo più solforato, di gas acido-carbonico, e da carbonico libero». Tale miscuglio, rispetto all'anidride carbonica pura, oltre a risultare velenoso per i minatori era anche più volatile, comprometteva l'integrità delle strutture portanti in legno ed era potenzialmente esplosivo (da non confondersi, comunque, con il grisù, composto prevalentemente da metano).
I minatori affrontavano il problema calando nei pozzi secchi pieni di tizzoni accesi, che consumavano la parte combustibile della mofeta riducendola alla pura componente inerte di anidride carbonica, che tornava a concentrarsi, in quantità estremamente ridotta, sul fondo del pozzo dove la presenza umana non era necessaria.
In Italia sono degne di nota la mofeta del lago Naftia presso Catania, la mefite d'Ansanto presso Rocca San Felice in Irpinia, le mofete di Oliveto Citra, la mofeta dei Borboi presso Orciatico e la mofeta della Grotta del Cane nei Campi Flegrei. Quest'ultima prenderebbe il nome dall'antica usanza di evidenziare la presenza di anidride carbonica in prossimità del fondo introducendovi un cane che, costretto dalla sua bassa statura a respirarlo, era destinato a morire nell'arco di pochi minuti.